# Cách mạng Abkhazia
Cuộc cách mạng Abkhazia diễn ra vào năm 2014, khi Tổng thống Aleksandr Ankvab từ chức sau khi hàng trăm người biểu tình xông vào văn phòng của ông. Sau các cuộc biểu tình rầm rộ ở thủ đô Sukhumi và sự chiếm đóng văn phòng của ông vào ngày 27 tháng 5,Ankvab đã trốn về quê nhà Gudauta  và cuối cùng đã từ chức vào ngày 1 tháng 6, sau khi tố cáo cuộc biểu tình trước đó là một cuộc đảo chính.
Cuộc nổi dậy được cho là do sự giận dữ của công chúng với Ankvab về chính sách tự do nhận thức của ông đối với người dân tộc Gruzia ở Abkhazia, một nước cộng hòa ly khai với sự công nhận hạn chế. Mặc dù Abkhazia đã tách khỏi Georgia vào năm 2008, chính quyền Ankvab đã cho phép người dân tộc Georgia đăng ký làm cử tri và nhận hộ chiếu Abkhazia.
Cuộc cách mạng đã dẫn đến một cuộc bầu cử tổng thống sớm được triệu tập vào tháng 8 năm 2014. Lãnh đạo phe đối lập Raul Khajimba được bầu làm tổng thống với đa số phiếu bầu hẹp.